# Калашников Станіслав Андрійович
Станіслав Андрійович Калашников (рос. Станислав Андреевич Калашников; 26 жовтня 1991, м. Омськ, СРСР) — російський хокеїст, захисник. Виступає за «Трактор» (Челябінськ) у Континентальній хокейній лізі (КХЛ).
Вихованець хокейної школи «Авангард» (Омськ). Виступав за «Авангард-2» (Омськ), «Омські Яструби», «Авангард» (Омськ), «Зауралля» (Курган), «Сєвєрсталь» (Череповець), «Нафтохімік» (Нижньокамськ).
У складі юніорської збірної Росії учасник чемпіонату світу 2009.
Досягнення
- Чемпіон МХЛ (2012, 2013)
- Срібний призер юніорського чемпіонату світу (2009).